# The Eternal Idol
The Eternal Idol è il tredicesimo disco in studio del gruppo heavy metal Black Sabbath, pubblicato nel novembre del 1987.

## Il disco
La band presenta il suo ennesimo cambio di componenti: alla voce arriva Tony Martin, al basso Bob Daisley, uscito dal gruppo di Ozzy Osbourne. Ritorna inoltre, in veste di percussionista, Bev Bevan, che aveva suonato la batteria nel 1983 durante il tour dell'album Born Again. Inizialmente, il materiale conteneva parti cantate da Ray Gillen ma dopo la sua dipartita vennero re-incise con Martin (anche se esistono versioni molto rare con Gillen alla voce). Per certe ragioni, questo album presenta dei richiami ai primi periodi del gruppo, per la presenza di atmosfere sulfuree (la title track presenta notabili elementi dei Black Sabbath dei primi album) conservando comunque il sound adottato in quel momento. Rispetto al precedente Seventh Star, questo capitolo discografico venne accolto meglio e vide una certa ripresa, anche se i risultati di vendita non si rivelarono dei più ottimali. La copertina raffigura una scultura di Auguste Rodin chiamata The Eternal Idol, come il disco in questione. Nonostante abbia suonato Daisley le parti di basso, tra i crediti compare ancora Dave Spitz.
Nel 2010 è stata pubblicata una versione deluxe contenente un secondo disco bonus con le tracce in studio di Ray Gillen denominato Ray Gillen Session.

## Tracce
Tutti i brani sono stati composti da Tony Iommi.
1. The Shining - 5:58
2. Ancient Warrior - 5:32
3. Hard Life to Love - 4:58
4. Glory Ride - 4:48
5. Born to Lose - 3:43
6. Nightmare - 5:19
7. Scarlet Pimpernel - 2:06
8. Lost Forever - 4:05
9. Eternal Idol - 6:37

Tracce bonus nell'edizione deluxe:
1. Black Moon (single b-side) - 3:38
2. Some Kind of Woman (single b-side) - 3:15

Disco 2 (deluxe edition): The Eternal Idol: Ray Gillen Session:
1. Glory Ride - 5:20
2. Born to Lose - 3:40
3. Lost forever - 4:16
4. The Eternal Idol - 6:47
5. The Shining - 6:28
6. Hard Life to Love - 5:17
7. Nightmare - 4:47
8. Ancient Warrior - 4:54

## Formazione
- Tony Martin - voce
- Tony Iommi - chitarra
- Geoff Nicholls - tastiere
- Dave Spitz - basso[1]
- Bob Daisley - basso
- Eric Singer - batteria
- Bev Bevan - percussioni in Scarlet Pimpernel